# Свобода, що веде народ
«Свобода веде народ» (фр. La Liberté guidant le peuple) — картина французького художника Ежена Делакруа. Присвячена Липневій революції 1830 року, яка повалила уряд короля Карла X. Жінка, зображена в центрі картини, втілює Свободу, яка веде за собою людей через тіла загиблих. В одній руці вона тримає прапор-триколор Французької революції, в іншій - рушницю. Картина і образ Свободи створений Делакруа став культовим і зайняв провідне місце у французькій та інших культурах.

## Історичні дані
Делакруа створив картину восени 1830 року, а вперше її експонували на виставці у травні 1831 року. Центральним образом картини є Свобода, втілення Маріанни — своєрідний символ Французької нації, а також як алегорична фігура богині та привабливої жінки з оголеними грудьми. Мистецькі критики — сучасники Делакруа, однак, поставилися до такого зображення Маріанни не зовсім схвально. Для Свободи насип трупів загиблих революціонерів служить свого роду п'єдесталом, з якого вона босоніж крокує вперед. Маріанна також носить фригійський ковпак — символ свободи під час Французької революції 1789 року. На картині є й інші персонажі — представники різних соціальних класів. Деякі критики, зокрема, вказують на образ молодого чоловіка в циліндрі — представника буржуазії, який як вважалось був автопортретом Делакруа. Поруч є також інший відомий образ хлопчика, який тримає пістолети — він перекликається з образом Гавроша з роману Віктора Гюго «Знедолені».
Свого часу французький уряд придбав картину за 3 000 франків з наміром виставити в тронному залі резиденції короля Луї-Філіппа, щоб нагадувати йому про Липневу революцію, завдяки якій він прийшов до влади. Цей план, однак, не було здійснено — картину вивісили спочатку в музеї палацу, а пізніше зовсім зняли. Делакруа дозволили відправити живопис на певний час до його тітки на збереження. Картину також експонували певний час у 1848 році, а пізніше - в мистецькому салоні 1855 року. У 1874 році картину помістили в Луврі, де вона перебуває й нині.
У 1999 році «Свобода» здійснила 20-годинний переліт на борту Ейрбас Білуга з Парижа на виставку в Токіо через Бахрейн та Калькутту. Розміри полотна — 2,99 м у висоту на 3,62 м в довжину виявилися занадто великими для Боїнга 747. Транспортування здійснювалося у вертикальному положенні в ізотермічній барокамері, захищеній від вібрації.
7 лютого 2013 року відвідувачка музею перед його закриттям пописала нижню частину полотна маркером, після чого була затримана. 8 лютого експозицію музею закрили для відвідування і реставратори відновили картину, на що знадобилося менше двох годин.